# Мост водопада Виктория
Мост водопада Виктория (англ. Victoria Falls Bridge) — совмещённый автомобильно-железнодорожный арочный мост через реку Замбези на границе Замбии и Зимбабве. Находится примерно в 350 м южнее водопада Виктория. Мост является единственным железнодорожным сообщением между Замбией и Зимбабве, а также одним из трёх автомобильных путей сообщения между этими странами.

## История
Строительство моста было выполнено за 14 месяцев в 1904—1905 годах по инициативе британского политика и бизнесмена Сесиля Родса в рамках его так и не осуществлённого проекта «Железная дорога Кейптаун — Каир», несмотря на то, что он никогда не был у водопада Виктория, и умер за два года до начала строительства. Работы выполнила компания Cleveland Bridge & Engineering Company (главные инженеры —Джордж Эндрю Хобсон и Ральф Фримен). Конструкции моста были изготовлены в Великобритании, затем доставлены кораблями в порт Бейра (Мозамбик), а уже оттуда по железной дороге к водопаду. Открывал мост 12 сентября 1905 года астроном и математик Джордж Говард Дарвин, сын всемирно известного Чарльза Дарвина. Стоимость строительства составила около 72 000 фунтов стерлингов.
Движение по мосту неоднократно блокировалось на разные сроки в 1965—1979 годах во время войны. 26 августа 1975 года посередине моста, в поезде Transnet Freight Rail, состоялась конференция, посвящённая непризнанному государству Родезия. Она длилась 9,5 часов и не принесла никаких результатов.
Во второй половине XX века мост, из-за ненадлежащего ухода, стал приходить в плачевное состояние, поэтому, в целях безопасности, максимальная нагрузка на него постоянно снижалась, дойдя в итоге до отметки в 30 тонн: более тяжёлые составы отправлялись в объезд через паром в Казунгуле или мост в Чирунду. В 2006 году мост был отремонтирован, однако максимальная нагрузка на него возросла не намного. В XXI веке на отметке 111 метров над уровнем реки (17 метров ниже полотна дороги) была обустроена площадка для бейсджампинга. В декабре 2011 года здесь из-за оборвавшегося троса сорвалась с 25-метровой высоты молодая австралийка, которую едва не съели крокодилы Замбези, но, после непродолжительных разбирательств, аттракцион закрывать не стали.
Американское общество гражданских инженеров внесло этот мост в свой Список исторических достопримечательностей гражданского инженерного дела.
По мосту проходит участок трансафриканского Шоссе Каир-Кейптаун.

## Конструкция
Мост однопролётный стальной, арочный («параболическая арка»). Общая длина (со съездами) составляет 198 м, длина пролёта — 156,5 м, высота — 128 м.  Мост является пограничным: он соединяет городок Виктория-Фолс (Северный Матабелеленд, Зимбабве) и город Ливингстон (Южная провинция, Замбия).

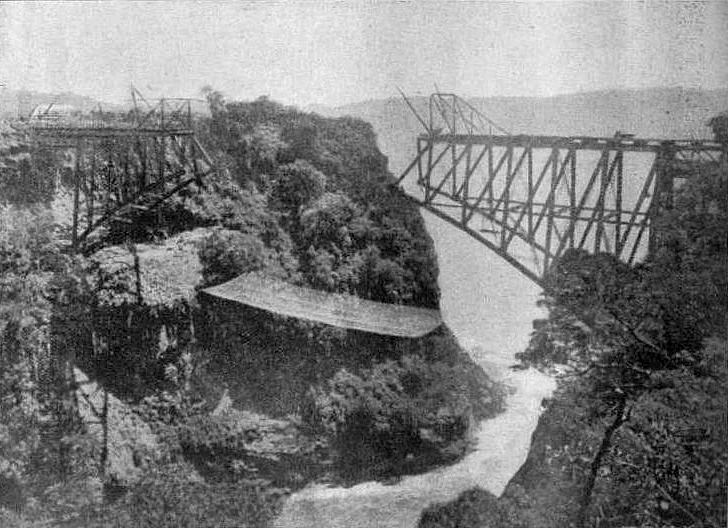
Строительство моста, 1905 год
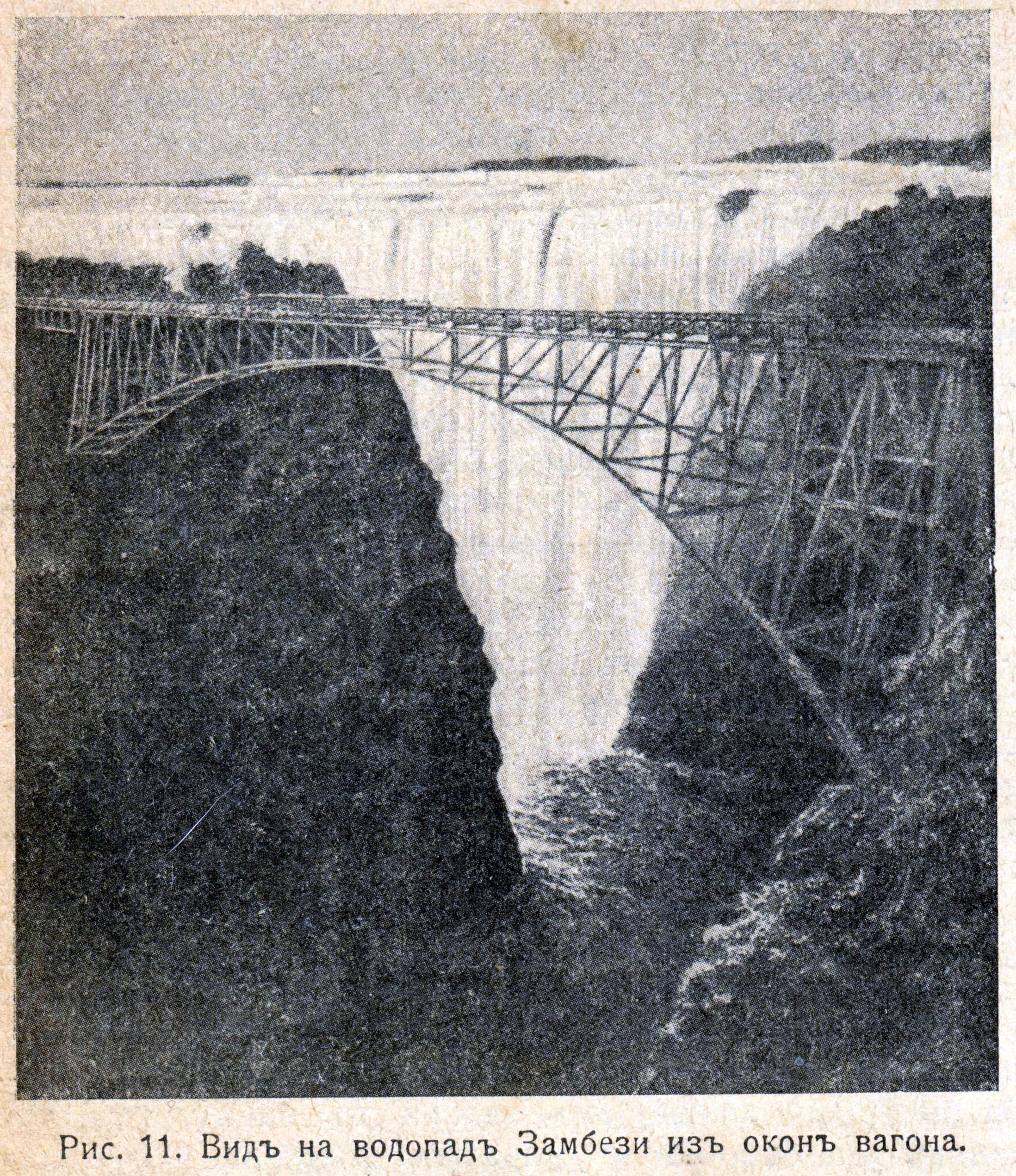
Фото 1915 года
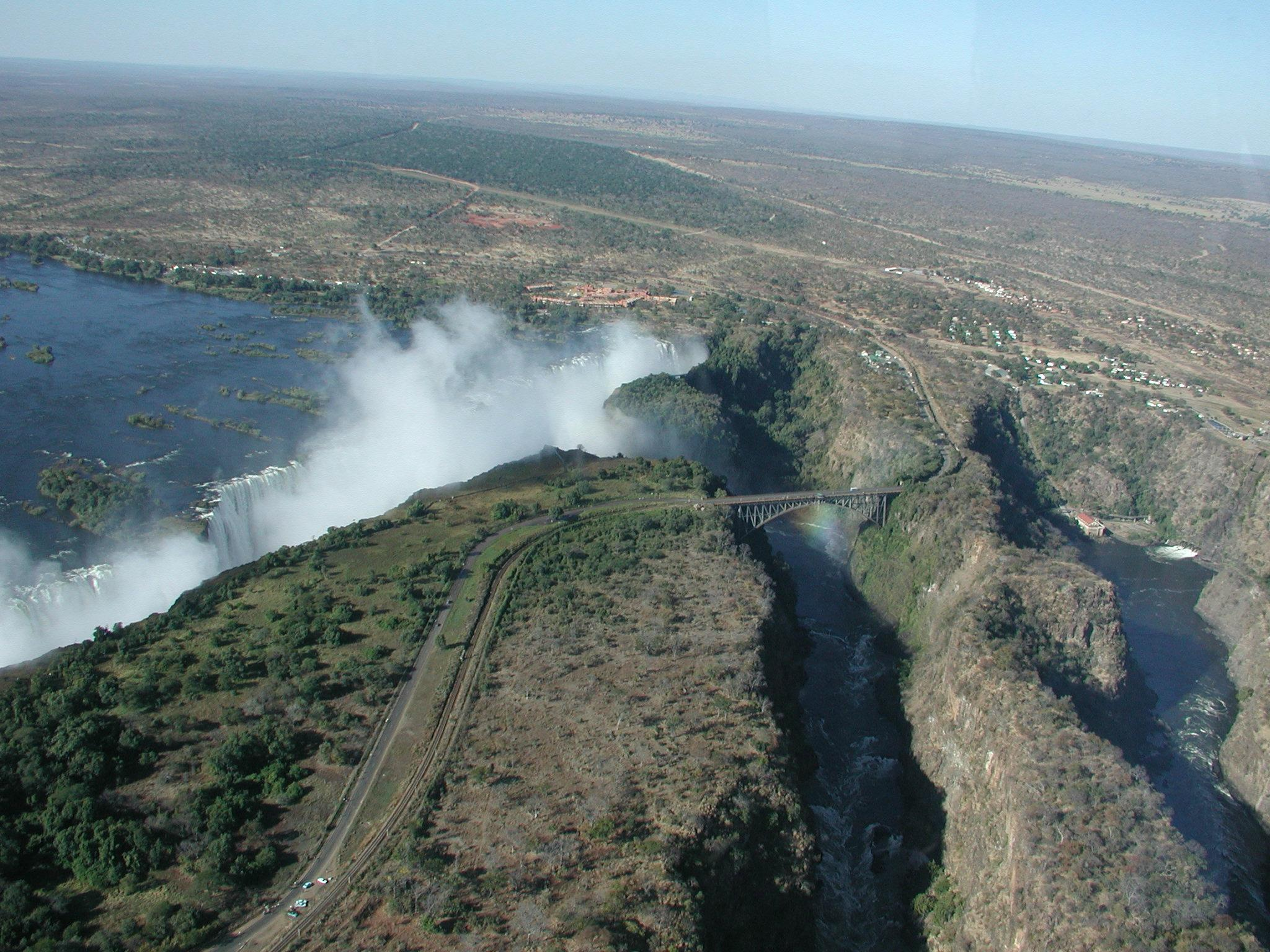
Вид с вертолёта, 2006 год.
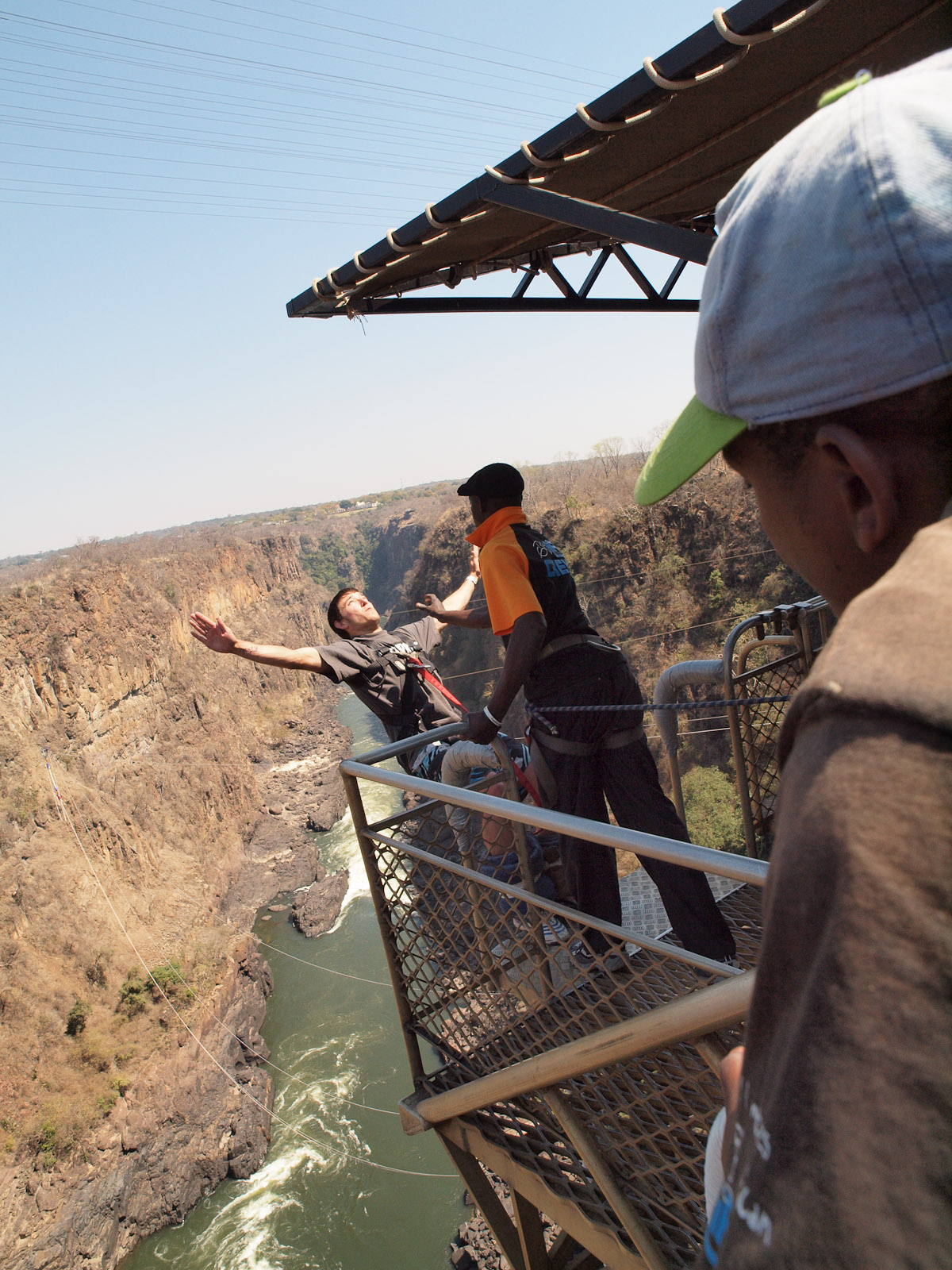
Бейсджампинг с моста, 2009 год